# Aeroportul Zapala
Aeroportul Zapala (IATA: APZ, ICAO: SAHZ) este un aeroport din Zapala⁠(d), Departamento Zapala⁠(d), Provincia Neuquén, Argentina ce deservește zona Zapala⁠(d). A fost numit după zona deservită.
Situat la o altitudine de 1.083 m, aeroportul dispune de o singură pistă.